# أليكساندروفكا
أليكساندروفكا (بالروسية: Александровка) هي مدينة في مقاطعة أورنبرغ أوبلاست في روسيا. يبلغ عدد سكانها حوالي 4042 نسمة.